# Hats Off to (Roy) Harper
Hats Off to (Roy) Harper, låt framförd av medlemmarna i Led Zeppelin på albumet Led Zeppelin III, släppt 1970. Låten är en hyllning till folksångaren Roy Harper som Jimmy Page lärde känna på Bath Festival 1970.